# Гнилуша (притока Самари)
Гнилу́ша — річка в Україні, в межах Покровського й Краматорського районів Донецької області та Лозівського району Харківської області. Ліва притока Самари (ліва притока Дніпра).

## Опис
Довжина 31 км, площа водозбірного басейну 218 км². Похил річки 1,4 м/км. Долина переважно тарапецієподібна, завширшки до 2,2 км. Заплава подекуди заболочена, у середній течії завширшки до 600 м. Річище завширшки 2—10 м, у пониззі заболочене. Стік зарегульований ставками та водосховищами. Здійснюються роботи з розчищення річища. Використовується на зрошення.

## Розташування
Бере початок на Донецькій височині, біля села Первомайське, що поруч з місто Білозерським. Тече на північний захід і (у пригирловій частині) північ. Впадає до Самари біля сіл Червоне і Софіївка.
Найбільше село над Гнилушою — Спасько-Михайлівка.